# Écozone paléarctique : plantes à graines par nom scientifique (CH)
| CA
| CH
| CO |

## C

### Ch

#### Cha
- Chataignée
  - Chacaya trinervis

- Chaenomeles - Rosacées
  - Chaenomeles speciosa
  - Chaenomeles japonica - Cognassier du Japon
  - Chaenomeles lagenaria
  - Chaenomeles speciosa
    - Chaenomeles speciosa nivalis
    - Chaenomeles speciosa simonii

- Chaenorhinum - Scrophulariaceae
  - Chaenorhinum minus (= Linaria minor)

- Chaetocalyx

- Chamaecrista

- Chamaecyparis - fam. Cupressacées
  - Chamaecyparis formosensis -  Faux cypres
  - Chamaecyparis obtusa -  Faux cypres
  - Chamaecyparis pisifera -  Faux cypres

- Chamaerops
  - Chamaerops humilis - Palmier nain ou Palmier éventail

- Chamaespartium - fam. Fabacées
  - Chamaespartium tridentatum

- Chamaesyce
  - Chamaesyce polygonifolia

- Chamerion
  - Chamerion angustifolium - Laurier de Saint-Antoine ou « Épilobe à feuilles étroites », « Épilobe en épi », « Antoinette », « Osier-fleuri », « Petit-Laurier rose », « Fausse lysimaque »

- Chasmatophyllum
  - Chasmatophyllum braunsii
    - Chasmatophyllum braunsii majus
    - Chasmatophyllum maninum
    - Chasmatophyllum musculinum
    - Chasmatophyllum nelii
    - Chasmatophyllum verdoorniae
    - Chasmatophyllum willowmorense

#### Che
- Cheilanthes
  - Cheilanthus hispanica  - Cheilanthes d'Espagne
  - Cheilanthes pteridioides -  Cheilanthes

- Cheiranthus - fam. Brassicacées
  - Cheiranthus cheiri -  Giroflée des murailles
  - Matthiola incana -  Giroflée d'hiver

- Cheiridopsis
  - Cheiridopsis acuminata
  - Cheiridopsis amabilis
  - Cheiridopsis alata
  - Cheiridopsis aspera
  - Cheiridopsis aurea
  - Cheiridopsis brownii
  - Cheiridopsis caroli-schmidtii
  - Cheiridopsis cigarettifera
  - Cheiridopsis delphinoides
  - Cheiridopsis denticulata
  - Cheiridopsis derembergiana
  - Cheiridopsis gamoepensis
  - Cheiridopsis glomerata
  - Cheiridopsis herrei
  - Cheiridopsis imitans
  - Cheiridopsis meyeri
  - Cheiridopsis minima
  - Cheiridopsis nelii
  - Cheiridopsis pearsonii
  - Cheiridopsis peculiaris
  - Cheiridopsis pillansii
  - Cheiridopsis pilosula
  - Cheiridopsis ponderosa
  - Cheiridopsis purpurata
  - Cheiridopsis purpurea
  - Cheiridopsis robusta
  - Cheiridopsis rostrata
  - Cheiridopsis rudis
  - Cheiridopsis schlechteri
  - Cheiridopsis speciosa
  - Cheiridopsis turbinata
  - Cheiridopsis umdausensis
  - Cheiridopsis velox
  - Cheiridopsis verrucosa

- Chelidonium - fam. Papavéracées
  - Chelidonium majus - Chélidoine

- Chelone
  - Chelone glabra - Galane glabre

- Chenopodium - fam. Chénopodiacées
  - Chenopodium album -  Chénopode blanc
  - Chenopodium bonus-henricus -  Chénopode bon-Henri ou « Épinard sauvage »
  - Chenopodium hybridum -  Chénopode hybride
  - Chenopodium polyspermum -  Chénopode à nombreuses graines

#### Chi
- Chimaphila
  - Chimaphila umbellata

- Chimonanthus
  - Chimonanthus praecox

- Chimonobambusa
  - Chimonobambusa marmorea
  - Chimonobambusa quadrangularis
  - Chimonobambusa tumidinoda

- Chionanthus
  - Chionanthus retusus

- Chionodoxa - fam. Liliacée
  - Chionodoxa luciliae

#### Chl
- Chloroleucon

- Chlorophytum
  - Chlorophytum elatum

### Cho
- Choerophyllum

- Choisya
  - Choisya ternata

#### Chr
- Chrysanthellum
  - Chrysanthellum americanum - Chrysanthellum d'Amérique

- Chrysanthemum - fam. Composées
  - Chrysanthemum carinatum -  Chrysanthème à carène
  - Chrysanthemum coronarium -  Chrysanthème couronnée
  - Chrysanthemum indicum -  Chrysanthème d'automne ou « Chrysanthème des fleuristes »
  - Chrysanthemum coronarium -  Chrysanthème des jardins
  - Chrysanthemum frutescens voir à  Anthemis - Chrysanthème
  - Chrysanthemum japonica -  Chrysanthème du Japon
  - Chrysanthemum maximum -  Grande marguerite ou « Leucanthène »
  - Chrysanthenum morifolium ou Dendrathema grandiflora -  Chrysanthème à grandes fleurs
  - Chrysanthemum paludosum -  Chrysanthème paludosum
  - Chrysanthemum parthenium-  Pyrèthre parthenium ou « Matricaire blanche double »
    - Chrysanthemum parthenium aureum-  Pyrèthre parthenium à feuillage doré

  - Chrysanthemum roseum ou Chrysanthemum coccineum-  Pyrèthre rose
  - Chrysanthemum spectabile -  Chrysanthème spectabile
  - Chrysanthemum segetum -  Chrysanthème des moissons ou « Marguerite dorée »
  - Chrysanthemum sinense -  Chrysanthème de Chine
  - Chrysanthemum uliginosum - Chrysanthème